# 合身戦隊メカンダーロボ
『合身戦隊メカンダーロボ』（がっしんせんたいメカンダーロボ）は1977年（昭和52年）3月3日から、同年12月29日まで、東京12チャンネル（現・テレビ東京）で、木曜 19:00 - 19:30（第5話まで）、木曜 19:30 - 20:00（第6話より）の放送枠にて全35話放送されたロボットアニメ。
ナレーターは中田浩二。

## 制作
企画時の仮題は『合体マシン戦隊メカンダートライ』だったが、既に青島文化教材社が「合体マシン」の商標を登録していたため、「合身戦隊メカンダーロボ」に改題された。OPの歌詞に仮題の名残りがある。
名もなき兵士たちの描写や、敵ロボットが量産機、主役ロボットの戦いに設けられた制限時間と、後の1980年代のロボットアニメを彷彿させるリアルな設定が取り入れられている。

### スポンサーの倒産
スーパーカーブームの影響で、本作関連玩具の売上が伸び悩み、それまでの様々な要素や設備投資の問題などが複合する形で、提供スポンサーの株式会社ブルマァクが放送途中の1977年10月、経営破綻に至る。後を引き継ぐスポンサーも見つからず、製作資金の提供が絶たれたため、番組自体が打ち切りになる可能性も多分にあったが、製作済のフィルムや素材を使い回して、それに僅かな新作部分を組み合わせ、さながら総集編のような内容となりながらも製作、放送が続けられた。

## ストーリー
地球から1500光年離れた、オリオン星系の大惑星ガニメデは、機械文明の発達がもたらした公害や大気汚染によって荒廃していた。その汚染された海面から誕生した生命体・ヘドロン皇帝は、腹心オズメルを造ると、ガニメデ星人をサイボーグに仕立て、「コンギスター軍団」を結成。第二の生存地を求めて地球に侵攻、その95%を占領。さらに地球の主要エネルギー源である原子力を封じるために、原子炉を破壊する「オメガミサイル」を装備した監視ミサイル衛星を衛星軌道上に配置する。コンギスター軍団の占領から唯一逃れた日本で、敷島博士は地球を取り戻すために、空母「キング・ダイヤモンド」と戦闘ロボット「メカンダーロボ」を建造し、コンギスター軍団に立ち向かう。

## 登場人物

### キング・ダイヤモンド
ジミー・オリオン
声 - 神谷明（次回予告ナレーションも兼任）
本作の主人公で、年齢は17歳。銀河系に存在する、ガニメデ星の王子だったが、彼が2歳の時に故郷がコンギスター軍団に占領され、母親によってカプセルに乗せられ、地球に逃れる。
カプセルの中で、15年間に渡って睡眠教育を受けて育ち、敷島博士に拾われ、メカンダーの一員となり、地球を護るために戦う。
第3話では灼熱メカ獣放電レンザーの攻撃によってショートした接続回路を、手作業で復帰させたこともあった。
最終回では、故郷が緑溢れる惑星として復活し始めたが、共に再興に取り組むべき同胞たちは一人残らず死に絶えていた事実に空しさを覚え、仲間に何も言わずに一人どこかへ去る。
矢島小次郎（やしま こじろう）
声 - 曽我部和行
元レーサーで、18歳。運動神経を買われて、メカンダーの一員となる。
恋人をコンギスター軍団によって殺されたため、コンギスターを人一倍憎んでいる。ニヒルだが、激しやすい面もある。
第8話ではオメガミサイルによって、メカンダーロボが破壊される夢を見てしまい、恐怖に陥った事もあった。
第10話、第20話ではジープを前輪代わりにして発進する、メカンダーマックスの護衛をした事もあった。
第21話ではジミーの無断行動のせいで、ウラニウム奪取作戦が大失敗してしまったため、ジミーを殴り飛ばした事もあった。
敷島竜介（しきじま りゅうすけ）
声 - 野島昭生
メカンダーのリーダーで、20歳。敷島博士の息子で、ミカの兄でもある。
性格は真面目で落ち着いており、勝手な行動を取ったジミーと小次郎をまとめるなど、リーダーらしさを見せている。だが、逆に慎重すぎる一面もある。
敷島ミカ（しきじま ミカ）
声 - 横沢啓子
本作のヒロインで、年齢は17歳。敷島博士の娘で、竜介の妹でもある。
彼女が7歳の時に母親は交通事故で死んでしまったため、自分が母親代わりとなる。第9話、第20話では無断で出撃してしまった事もあった。第24話以降は、メカンダーの一員となる。
敷島正造（しきじま しょうぞう）
声 - 滝雅也
国際物理秘密研究所（通称IPS）の所長で、メカンダーロボの製作者。50歳。
地球防衛軍では「ミスターX」と呼ばれている。
グワンダ・ギリ
声 - 倉石一旺
アフリカ系の黒人。機械工学の世界的権威者で、敷島博士に腕を買われ、キング・ダイヤモンドに所属している。年齢は25歳。
主に研究上のメカニックを担当しているが、空母基地の主任パイロットでもある。
冷静沈着で、一度も怒ったことはない。「トライサー（合身戦隊における「ラジャー」の意）」の掛け声時に指を鳴らす癖がある。メアリーという妹がいる。
団五郎兵衛
声 - 荒川保男
キング・ダイヤモンドのメカニックマンで、メカンダーロボの修理などを担当している。年齢は18歳。
ユータとともに行動をすることが多い。
ユータ
声 - 高橋ひろ子
敷島博士に拾われた孤児で、年齢は8歳。
メカンダーに憧れており、大きくなったら合身戦隊に所属することを夢見ている。格納庫に手作りオモチャの材料として、マッチを持ち込んだことで、ジミーの鉄拳制裁を受けた事がある。

### コンギスター軍団
ガニメデ星の公害から生まれた、異形の生命・ヘドロン皇帝がガニメデ星人をサイボーグ化して組織した軍団。地球の他にも多数の星に部隊を派遣していたが、戻ってきた部隊は皆無だったという。
オズメル大将軍
声 - 津嘉山正種
ヘドロン皇帝によって造り出された機械型のアンドロイドだが、自身がロボットであることは知らない。
皇帝に忠実だが、部下を容赦なく切り捨てたり、自分の失敗を認めなかったりと尊大な性格である。
第34話で、ジミーとの一騎討ちで敗れ、爆散した。
メデューサ将軍
声 - 藤夏子
コンギスターの女将軍。オズメル大将軍とは犬猿の仲。
その正体はジミーの母親で、ガニメデ星の女王。
ヘドロン皇帝により、冷酷非道なサイボーグにされてしまうが、ガニメデ星の王家特有の特異体質で、夜間は本来の姿と記憶、人格が戻る。
元の姿のときはメカインコをジミーの元に飛ばして、情報を流す。
第23話ではメカンダーロボの破壊に成功し、とどめを刺そうとした時に突然、元の姿に戻った。メカインコによって、メカンダーロボに息子のジミーが乗っていたことを知り、わが子を手にかけようとしたことを嘆き、両腕のブレスレットをジミーに託すとドラゴンドリラーを自爆させる形で自決した。
ヘドロン皇帝
声 - 不明
ガニメデ星のヘドロから生まれた生命体。ガニメデ星の人々をサイボーグに変え、コンギスター軍団を結成し、地球を襲撃した。
性質と出自故、公害がなければ生きられないため、汚染された環境への移住を求めて、宇宙の星々を襲撃した。普段は言葉を発さないが、オズメル大将軍にのみ意思を伝えることができる。
最終回で姿を現し、オズメルの死を嘆くうちに、ガニメデ星の自浄作用によって体の組織が崩れ消滅した。

### 地球防衛軍
山本勝之
声 - 岡田道郎
総司令官で、合身戦隊を信頼している。
指令を送るだけではなく、自らが作戦の陣頭指揮を執り、合身戦隊を援護する。
コンギスターが恐れていた人物であり、スパイとして疑われたことがあった。第34話で、空中要塞都市との闘いで戦死した。

## 主要登場メカ
メカンダーロボ
敷島博士が地球の奪回を目指して開発した、巨大ロボット。全長120メートル、重量32トン。原子力を動力に用い、出力は80万馬力である。超鋼軽合金 KS鋼に身を包み、コンギスター軍団と戦った。
合身戦隊の名前はコクピットとなるメカンダー・マックスが、3機合体の飛行メカである事による。メカンダー・マックスが合体しない限り、動力源の原子炉は作動しないが現場に飛んでくることは出来る。
第23話で、メカタイガーシャークが合体したメカ獣 ドラゴンドリラーの攻撃で破壊された。
当初は「対コンギスター戦闘隊 メカンダーの乗り込むロボット」と呼ばれ、特に名前は付けられていなかったが、第3話でメカ獣 放電レンザーとの戦いを経て、ロボットを単なる機械とは扱わず、生死をかけて一緒に戦う友として、ジミーたちがロボットを「メカンダーロボ」と名付けた。
- 武装
  - メカンダーUFO…両腕に装備された、スパイク付きのバックラー。メカンダーロボの外観の特徴にもなっている。
    - UFOグラインダー…腕に装着したままで回転させ、敵を攻撃する。
    - UFOフレイザー…盾として用いる場合の呼称。
    - UFOダブル…2枚同時に投げ、合体して攻撃する。
    - UFOブーメラン…単独で投げる。

  - メカンダー・フェンサー…右腕に収納されている、両刃の剣。
  - メカンダー・フレイム…胸から出す火炎。メカンダーロボの動力である原子炉のプラズマをそのまま放射する。
  - メカンダー・ライチャック…アンテナから放つ磁力波。企画書では「ライチャック」と記載され、光線と両耳部を取り外して作り出す、ヌンチャク風武器の両方の名前となっていた。
    - ライチャック・ボーラー…両耳が分離し、電波誘導で攻撃する。または合体してできる、ボーラ。本編では、これもメカンダー・ライチャックと呼ばれていた。

  - メカンダー・キックフェンサー…足の装甲が形成する刃。
  - メカンダー・リファイド…機体からの放電攻撃。自身にもダメージの及ぶ、自傷武器。
  - メカンダー・ロケットガン（メカンダー・ガン）…拳を収納し、メカンダーUFOが接続されている黄色いパーツを軸にして、前腕前後が入れ替わり出現する、5連装砲。
  - ジョーズ…サメ型の内蔵 地上魚雷で、正式名称は「空中大型魚雷ジョーズ」。
    - コバンザム…ジョーズの強化カートリッジ。ジョーズの下部に貼り付いて、威力を増す。単体でも使用可能。後に、新コバンザムとなった。

  - パワー・アップ…緊急時に使用する一種のブースト機能。第15話で火炎スネークに巻きつかれ身動きがとれなくなった際、エネルギーを集中させて通常以上のパワーを発揮し敵機をバラバラに引き千切って脱出した。

メカンダー・プレーン1（メカンダー1）
全長20メートル、重量2.8トン。最高速度マッハ5で、最大航続距離7,000キロメートル。ハイパワーロケットエンジン 2基を装備する。ジュラルミンより軽い、カーボンファイバーで作られている。メカンダー・マックスの機体前半となる。
メカンダー・プレーン2（メカンダー2）
全長9メートル、重量1.8トン。最高速度マッハ3、最大航続距離7,000キロメートル。ハイパワーロケットエンジン 3基を装備。メカンダー・マックスの後部となる。
メカンダー・プレーン3（メカンダー3）
全長10メートル、重量1.5トン。最高速度マッハ3。最大航続距離7,000キロメートル。ハイパワーロケットエンジン 2基を装備。メカンダー・マックスの底部となる。後述のパワーアップにより、第24話以降は登場する機会を失った。
※武装は3機ともに同じで、ジャイロン機関砲 2門、小型ミサイル「スカイドンキー」7発。
メカンダー・マックス
メカンダー・プレーン1、2、3が合体した機体。合体時の掛け声は「メカンダーマックス GO!」。全長30m、重量6,100kg。最高速度はマッハ5で、最大航続距離5,000km。合身時の掛け声は「メカンダークロス!」、解除時は「パワー・アウト!」。この機体（もしくは後述のトライマックス）が合体しないと、メカンダーロボの原子炉は起動しない。逆に分離することにより、原子炉は停止して、オメガミサイルは目標を失い、墜落する。
- ブルサンダー…バッファロー型の合体ミサイル。メカンダー・プレーン1、2、3がそれぞれ同時に発射する3つの部品（頭・胴・ブースター）が空中で合体し、強力な破壊力を持ったミサイルとなる。通常なら「空中合体魚雷ブルサンダー1号発射! 2号発射! 3号発射!」の掛け声で、3機が発射され、空中で合体し、チャージ完了の電磁波を撒き散らして、敵に向かう。敵が大型台風を発生させた回にその正体を探るためにブルサンダーを連射したことがあるが、その際の劇中の掛け声が「ブルサンダー1号発射!」から順に9号まで確認できる（3個で一組なので3連発）。

トライカー1（トライカーF1）
第1話、第15話、第22話に登場した、地上用メカ。ガスタービンエンジン 2基を搭載し、時速350キロを超えるスピードを誇る。トライカー・マックスの前部となる。第24話以降は新トライカー1に改造された。第1話のみ、青と白のトライカー1であった。
トライカー2（トライカーGT2）
同じく、レーシング用ターボエンジン 2基を搭載する、地上用メカ。時速300キロを超えるスピードを出す事ができる。トライカー・マックスの後部中央となる。上記のメカンダー・プレーン3と同様、後述のパワーアップにより、第24話以降は登場する機会を失ったが、第32話で、ミカが使用している。トライカー1及び、トライカー2は2基のエンジンをそれぞれ制御するために3つのアクセルペダルを操作することにより、ハンドル操作では不可能とされる走行を可能とする。
トライカー3（トライカーB3）
ロケットエンジンを搭載し、常に時速300キロを維持できる。コクピットがリアウィングとなり、胴体が左右に広がり、トライカー・マックスの左右後部とリアウィングになる。第24話以降はメカンダーベースに改造された。
トライマックス（トライカー・マックス）
トライカー1、2、3が合体したビークル。合体時の掛け声は「トライマックス GO!」。メカンダー・マックスと同じく、メカンダーロボの起動に欠かせない。コクピットとなるメカが同時に、2つ存在している。また、メカンダーロボを無線誘導によって召喚できるメカンダー・マックスには無い独自の機能も備わっている。
- シェパード…トライカー唯一の武装。イヌ型の内蔵 地上魚雷で、弾体下面が土中にもぐったまま、敵に発射する。第15話のみ使用した。他にバルカン砲を装備しているが、第22話では整備が不完全だったため、両方とも不発に終わった。第32話では、色違いのシェパードを発射している。

メカンダーロボ パート2
第24話より登場した、メカンダーロボの2号機で、新メカンダーロボと呼ばれることもある。合身時の掛け声は「メカンダープレーンクロス!」に続けて「トライカーセットイン」。武装やデザイン、機体色などは以前と変わらないが、ポリマースチール製の装甲となり、マイクロ コンピューターで伸縮自在となる。原子力エンジンを小型化し、航行速度はマッハ7となり、装甲も摂氏8000度までの耐熱性と10.0Gまでの耐衝撃度を備えた。
メカンダー・プレーンとトライカーにロボ本体が4分割されて、縮小の上に搭載される。一斉にマシンから射出されたパーツが合体後に巨大化して、メカンダー・プレーンとトライカーが合身する。
機体の組み合わせは以下の通り（「～ジャイロ」「～ブレーン」「～ベース」「～ジャック」の名称は玩具設定によるものでアニメ本編では呼称されない）。
- メカンダー・プレーン1（メカンダー1）+ロボ腕…メカンダー・ジャイロ。ジミーが搭乗。
- メカンダー・プレーン2（メカンダー2）+ロボ頭部…メカンダー・ブレーン。小次郎が搭乗。
※メカンダー・プレーン1と2のみで合体。これまでと同様に、背中に合身する。
- トライカー3+ロボ胴体…メカンダー・ベース。竜介が搭乗。
- 新トライカー1+ロボ脚…メカンダー・ジャック。ミカが搭乗。第26話の冒頭、第27話の後半では、ジミーが搭乗している。
※ジミーが運転するトライカー1とは別物で、新トライカー1と呼称。メカンダーロボ パート2の完成後、左右の足にそれぞれ収納される。収納時の掛け声は「トライカー・セットイン!」。

### 基地
キング・ダイヤモンド
メカンダーロボの基地。普段は野球場に偽装しているが、非常時は変形して大型空母となる。メカンダーロボはバックスクリーン部分のスタンド下に格納され、出撃する。全長1200m、重量53000t。オメガミサイル対策の為、動力源は原子力ではなく、重油を使うディーゼルエンジンである。第14話の東京ブラックホール作戦によって、小破。「合体マシン戦隊 メカンダートライ」の時は「ダークタウン」という名前だった。
新キング・ダイヤモンド
第16話より登場した、超大型空母。大型旅客機用ジェットエンジンの10倍の推進力とされる、ウルトラ・エンジンを2基装備し、移動能力が向上した。第22話で、スタジアム基地を失ったため、球場への偽装はできなくなった。天然ルビーを用いたレーザー光線砲と特殊レーザー砲を装備し、戦闘力も強化された。艦首には、UFOなどの飛行物体を鮮明に捉える高性能レーダーを内蔵する。
空中要塞都市
アメリカのネバタ砂漠に構まえる、コンギスター軍団の前線基地。いくつかのカモフラージュの要塞都市も存在する。第34話で、メカンダーロボと地球防衛軍によって破壊された。

### その他
ホバークラフト
敷島ミカ、ユータ、団五郎兵衛が第6話で使用した。水上用で対空砲を装備している。
偵察機
敷島ミカが第9話、第20話で使用した、ティルトローター式機。メカンダーマックス（メカンダー1・2・3）と同じジャイロン機関砲を装備しているが、小型ミサイル「スカイドンキー」等は装備してはいない。第9話、第20話で破壊されている。
静止衛星&オメガミサイル
地上の核兵器・原子炉（ICBM、原子力潜水艦、原子力空母・原子力発電所など）で発生する核分裂反応目掛けて発射されるミサイル。原子炉などの停止で目標を喪失した場合は自律航行できなくなるが、慣性落下により、最後は地上・海上で爆発する。
メカンダーロボも原子力によって動くため、登場するとおよそ3分から5分でオメガミサイルが飛来することから、撃墜される前に敵を倒して原子炉を停止させなければならない。
第8話ではコンギスター軍団が逆手を取り、豊橋と東海村の原子力発電所から奪った原子炉を戦闘メカ獣 ムカデラーに搭載し、東京で、胴体の原子炉を起動させる形で、オメガミサイルをムカデラーに命中させて壊滅させようとしたり、第11話ではオーロラに反応して、空中で爆発。第14話では静止衛星の故障で発射されなかった。
第17話で、メカンダーロボと地球防衛軍によって、静止衛星は破壊された。第19、21話では残存の衛星から発射されているが、すぐに出番を失った。
ヘドロボット
コンギスターの戦闘機や兵士と共に行動する、戦闘用ロボット。
戦闘メカ獣
コンギスター最大の巨大メカ。コンギスターは様々な怪獣形メカを使い、メカンダーロボを倒すために使用されている。
惑星破壊兵器 マグマ列車
第14話に登場した、地球破壊兵器。高性能爆薬を搭載した惑星破壊兵器で富士山一帯を爆破させようとしたが、メカンダーロボの活躍によって破壊された。

## スタッフ
- 小学館　てれびくん、よいこ、幼稚園、一年生、二年生連載
- 原作：和光プロ企画室
- 企画：和光プロダクション、東急エージェンシー
- 制作：高橋澄夫
- プロデューサー：佐藤光雄（和光プロダクション）、新美隆雄（東京12チャンネル）、川畑克己（東急エージェンシー）
- 構成：本田毅、陶山智、海堂清彦
- メカニックデザイン：メカマン、大河原邦男
- キャラクターデザイン：岡迫亘弘
- 美術：宮本清司、西村邦子、小出秀男、他
- 撮影監督：松原金太郎
- 編集：鈴木雅晴、森田フィルム
- 音楽：渡辺宙明
- 録音：はだしプロ
- 録音監督：石田忠賢
- 製作：東京12チャンネル、和光プロダクション

## 主題歌
- オープニング：「トライアタック! メカンダーロボ」（歌：水木一郎、コロムビアゆりかご会）
- エンディング：「さすらいの星 ジミー・オリオン」（歌：水木一郎、こおろぎ'73）
  - 2曲ともに、作詩：保富康午　作曲・編曲：渡辺宙明。
  - なお、オープニング映像は同じ物が一貫して使われたため、メカンダーロボ パート2、メカンダー・ジャイロ、メカンダー・ブレーン、メカンダー・ベース、メカンダー・ジャック、トライマックスは登場しなかった。

## 放送リスト
| 話数 | 放送日        | サブタイトル                    | 脚本     | 演出       | 作画監督     | メカ獣                                                   |
| ---- | ------------- | ------------------------------- | -------- | ---------- | ------------ | -------------------------------------------------------- |
| 1    | 1977年 3月3日 | コンギスター軍団 日本大襲撃!    | 海堂清彦 | 林政行     | 正延宏三     | クマンダー                                               |
| 2    | 3月10日       | 謎の戦士 ジミー・オリオン       | 海堂清彦 | 林政行     | 二宮常雄     | シンキラー                                               |
| 3    | 3月17日       | ジミー 決死のパワーイン         | 海堂清彦 | 新田義方   | 正延宏三     | 放電レンザー                                             |
| 4    | 3月24日       | 見よ! あれが空中要塞都市だ      | 海堂清彦 | 新田義方   | 正延宏三     | キングコンガー テラノドンガー                            |
| 5    | 3月31日       | 大輸送船団を死守せよ!           | 陶山智   | 安濃高志   | 竹内きよし   | ギジュウダー                                             |
| 6    | 4月7日        | 出撃!! 空母キング・ダイヤモンド | 陶山智   | 安濃高志   | 竹内きよし   | ニュードム                                               |
| 7    | 4月14日       | コンギスター軍団 ハワイ全滅作戦 | 陶山智   | 安濃高志   | 竹内きよし   | トカスダー                                               |
| 8    | 4月21日       | 叩け! オメガミサイル            | 陶山智   | 新田義方   | 正延宏三     | ムカデラー                                               |
| 9    | 4月28日       | 最後の戦線 南シナ海             | 海堂清彦 | とみの喜幸 | 小国一和     | オオニューダー                                           |
| 10   | 5月5日        | 危うし! メカンダー・マックス    | 陶山智   | 林政行     | 二宮常雄     | ハンドレーロボ                                           |
| 11   | 5月12日       | 必殺! メカンダー・フェンサー    | 陶山智   | 林政行     | 二宮常雄     | ギアロボット                                             |
| 12   | 5月19日       | 謎のビッグハリケーン            | 陶山智   | 林政行     | 二宮常雄     | ビッグハリケーン                                         |
| 13   | 6月9日        | 幻の大西洋艦隊を救出せよ!       | 海堂清彦 | 正延宏三   | 正延宏三     | クマンダー 2号機 キングコンガー 2号機 ギジュウダー 2号機 |
| 14   | 6月16日       | 東京ブラックホール作戦          | 陶山智   | 佐藤哲朗   | 村田四郎     | ムカデック 新型ギアロボット                              |
| 15   | 6月23日       | 出撃! 合身トライカー            | 陶山智   | 林政行     | 二宮常雄     | 火炎スネーク                                             |
| 16   | 6月30日       | メカンダーロボ 危機一髪         | 陶山智   | 中野健治   | 竹内きよし   | 放電レンザー 2号機 ニュードム 2号機 トカスダー 2号機     |
| 17   | 7月7日        | オメガミサイルを撃滅せよ!       | 海堂清彦 | 正延宏三   | 正延宏三     | クラゲラー                                               |
| 18   | 7月14日       | 狙われた秘密基地                | 陶山智   | 安濃高志   | 多賀かずひろ | ヤキューラ                                               |
| 19   | 7月21日       | 魔のペルシャ湾に突入せよ!       | 海堂清彦 | 林政行     | 二宮常雄     | メカオニヒトデ                                           |
| 20   | 7月28日       | 反撃! シンガポール奪回作戦      | 海堂清彦 | 正延宏三   | 正延宏三     | オオニューダー 2号機 ハンドレーロボ 2号機                |
| 21   | 8月4日        | あの巨大ロボットを撃て!         | 海堂清彦 | 中野健治   | 多賀かずひろ | ザリガー                                                 |
| 22   | 8月18日       | スタジアム基地の最後            | 陶山智   | 佐藤哲朗   | 村田四郎     | レンケツラ                                               |
| 23   | 9月1日        | 母よ永遠に眠れ                  | 海堂清彦 | 林政行     | 二宮常雄     | ドラゴンドリラー メカタイガーシャーク                    |
| 24   | 9月8日        | 4体合身メカンダーロボ           | 陶山智   | 安濃高志   | 多賀かずひろ | メカ火焔龍                                               |
| 25   | 9月15日       | 謎の謀略作戦をあばけ!           | 陶山智   | 安濃高志   | 村田四郎     | クラゲライザー                                           |
| 26   | 9月29日       | 決死の宇宙戦争                  | 陶山智   | 中野健治   | 正延宏三     | カマイッタチ                                             |
| 27   | 10月6日       | 潜入! 空中要塞都市              | 陶山智   | 中野健治   | 二宮常雄     | グレートロボ                                             |
| 28   | 10月13日      | 振りむくな! ジミー・オリオン    | 海堂清彦 | 正延宏三   | 二宮常雄     | メカ火焔龍 2号機                                         |
| 29   | 10月20日      | 攻撃目標は敵機動部隊            | 海堂清彦 | 安濃高志   | 村田四郎     | 総集編であるため、省略                                   |
| 30   | 10月27日      | 謎のランドルート作戦            | 海堂清彦 | 安濃高志   | 村田四郎     | 総集編であるため、省略                                   |
| 31   | 11月10日      | 死闘! 静止衛星破壊作戦          | 海堂清彦 | 中野健治   | 村田四郎     | 総集編であるため、省略                                   |
| 32   | 11月24日      | メデューサ南海に死す            | 海堂清彦 | 中野健治   | 村田四郎     | 総集編であるため、省略                                   |
| 33   | 12月8日       | 進め! 地球軍大反撃              | 海堂清彦 | 中野健治   | 村田四郎     | 総集編であるため、省略                                   |
| 34   | 12月22日      | 大将軍オズメルの最期            | 海堂清彦 | 中野健治   | 多賀かずひろ | メカギジター カメレオンロボ サソリロボ                   |
| 35   | 12月29日      | メカンダーロボよ 永遠（とわ）に | 海堂清彦 | 中野健治   | 村田四郎     | 総集編であるため、省略                                   |

5月26日（第4話）、6月2日（第5話）、8月11日（第2話）、8月25日（第6話）、9月22日（第7話）、11月3日（第8話）、11月17日（第9話）、12月1日（第10話）、12月15日（第11話）と計9回の再放送を挟んだ。

## 放送局
- 東京12チャンネル（制作局）：木曜 19:00 - 19:30（第5話まで）→ 木曜 19:30 - 20:00（第6話から）
- 札幌テレビ：日曜 8:00 - 8:30[3]
- 青森放送：金曜 17:00 - 17:30[4]
- 岩手放送：金曜 17:30 - 18:00[5]
- 山形テレビ：月曜 - 金曜 16:00 - 16:30（1978年に放送）[6]
- 仙台放送：金曜 17:30 - 18:00[7]
- 福島中央テレビ：土曜 15:30 - 16:00（1977年4月 - 9月）→ 金曜 17:00 - 17:30（1977年10月 - 11月）[8]
- 新潟総合テレビ：火曜 17:20 - 17:48[9]
- 信越放送：木曜 17:00 - 17:30 [10]
- 北陸放送：月曜 17:00 - 17:30[11]
- 福井テレビ：月曜 17:15 - 17:45（1978年に放送）[12]
- 山陽放送：金曜 17:00 - 17:30[13]
- 南海放送：木曜 16:55 - 17:25（1978年に放送）[14]
- 福岡放送 : 土曜 17:00 - 17:30[15]
- テレビ長崎：月曜 18:00 - 18:30[16]
- テレビ熊本：火曜 17:30 - 18:00[17]
- 南日本放送：月曜 17:20 - 17:50[18]

## 漫画
- てれびくん（小学館） 1977年10月号付録  作画：かたおか徹治
- 小学二年生 （小学館） 1977年4月号 - 9月号連載  作画：坂丘のぼる

## 関連商品
- 過去に、LDボックスが発売された。各巻には小冊子の解説書がついている。長らくDVD化されていなかったが、2007年12月21日、セブンエイトから、DVD-BOXが発売された[19]。2017年9月29日には、TCエンタテインメントよりデジタルリマスター版DVD-BOXが発売[20]。
- 提供スポンサーのブルマァクから「ジャイアント合身戦隊メカンダーロボ」。ジンクロン「合身戦隊メカンダーロボ」「メカンダーマックス合身セット」「トライマックス合身セット」「合身基地 キングダイヤモンド1・2号」「メカンダーロボ テクニカル合身セット」。ブルモデル シリーズ「メカンダーロボ」「メカンダー1」「メカンダー2」「メカンダー3」「メカンダーマックス」「トライF-1」「トライGT-2」「トライB-3」が発売された。
- 2009年6月、シーエムズコーポレーションから「メカアクション シリーズ」で、メカンダーロボのフィギュアが発売された。スタンダードとデラックスが発売され、それぞれのパッケージはブルマァクのジンクロン「合身戦隊メカンダーロボ」「メカンダーロボ テクニカル合身セット」を思わせる仕様となっている。スタンダードはメタリック仕様も発売されている。
- 2017年12月にエヴォリューショントイから「磁鋼合金」シリーズとして、メカンダーロボの合金トイが発売された。全てのメカンダーマシンが付属し、マグネジョイントでシーエムズ版同様の合体が可能[21]。

## 海外展開
韓国では「メカンダーV」の名前で放送された。日本では東京12チャンネル含めローカル局の放送が中心だったが、韓国では全国放送だったこともあり、日本よりも人気が高いとの公式Xで言及されている。
このため、公式youtubeアカウントでは、第3話から配信する際にタイトルにハングル文字も追加するなどの対応が見られる。
また、公式Xでは日本や韓国語、英語以外にイタリア語でもポストを行っており、1982年にイタリアでも放送がされたことがうかがわれる。

## 配信視聴
2024年12月現在、サブスクなどで配信はされておらず、インターネット上の公式な視聴手段としてはyoutubeで公式アカウントが2024年10月29日から配信し始めた動画が、現在唯一の物である。毎週一話ずつ配信しており、更新は放送当時の時間に倣ってか毎週木曜日の19:00とされている。公開期限は未定。
海外ファン向けに正確な字幕を公式アカウントが付けている。